# Fontaines turques à Stari Ledinci
Les fontaines turques à Stari Ladinci (en serbe cyrillique : Турске чесме у Старим Лединцима ; en serbe latin : Turske česme u Starim Ledincima) se trouvent à Stari Ledinci en Serbie, dans la municipalité de Petrovaradin et sur le territoire de la ville de Novi Sad. En raison de leur valeur patrimoniale, elles sont inscrites sur la liste des monuments culturels de grande importance de la république de Serbie (identifiant no SK 1162).

## Présentation
Les fontaines en pierre de Stari Ledinci sont situées en Syrmie. L'une d'entre elles se trouve à proximité de l'église orthodoxe de la Translation-des-Reliques-de-Saint-Nicolas, près de la route principale qui traverse le village ; la seconde se trouve sur l'ancien marché. Sur la première, on peut lire une inscription la datant de 1842 et, sur la seconde, la date de 1885 correspond à l'année de sa réfection et non à celle de sa construction.
Elles sont taillées dans le calcaire et surmontées d'un petit fronton triangulaire dans lequel s'inscrit une arcature aveugle au sommet pointu dans lequel se trouvent des niches qui se terminent elles aussi en forme de pointe ; l'eau est recueillie dans une vasque rectangulaire située au pied de la fontaine et à laquelle on accède par un escalier.
Les faïences anciennes et les tuyaux en tuiles qui servaient autrefois à conduire l'eau ont été remplacés par une structure en métal.